# 正田文右衛門 (6代)
六代 正田 文右衛門（ろくだい しょうだ ぶんえもん、前名・敏一郎、1890年（明治23年）12月9日 - 1973年（昭和48年）7月25日）は、日本の実業家、醤油醸造家（亀甲正醸造元）。正田醤油、館林航器各社長。日本醤油協会会長。日本栄養食料（現日本農産工業）監査役。上皇后美智子の実家正田家の本家筋にあたる。

## 人物
群馬県邑楽郡館林町（現・館林市）出身。正田文右衛門の長男。1909年、東京府立第一中学校卒業。1914年、東京高等商業学校卒業。醤油醸造業を営んだ。1935年、家督を相続し前名・敏一郎を改め襲名した。1937年、館林航器を創立。趣味はスポーツ、運動。宗教は浄土宗。住所は館林目車町（現・館林市栄町）。

## 家族・親族
正田家
- 曽祖父・三代文右衛門（1818年 - 1895年、文七、米穀商、醤油醸造業）
- 祖父・四代文右衛門（前名・兼太郎）
- 祖母・しん（栃木、長眞人の二女）[8]
- 父・五代文右衛門（1858年 - 1941年、前名・唯一郎、正田醤油取締役社長、館林町長）[1][8]
- 母・あつ（1862年 - ?、栃木、長眞人の四女）[8]
- 姉・きぬ（1880年 - 1970年、群馬、正田貞一郎の妻）[4] - 上皇后美智子の祖母。
- 妹・すま（1895年 - ?、栃木、木村浅七の妻）[4]
- 妹・より（1897年 - ?、群馬、今井泰次郎の妻）[4]
- 弟・卓治（1899年 - ?）[4]、正田醤油取締役、オリエンタル酵母工業会長。妻の芳子は伊藤祐敬の孫[9]。
- 妻・俊（1897年 - ?、埼玉、高柳二郎の長女[1]、高柳道弥の姉[4]）
- 妻・しげ子（1911年- ?、）公爵一條実孝の次女。鍋島直浩（子爵鍋島直庸）の元妻。

親戚
- 正田貞一郎（日清製粉創業者） - 姉きぬの夫。上皇后美智子の祖父。
- 正田建次郎（数学者）-  姉きぬの子。大阪大学総長、同大学名誉教授。
- 正田英三郎（実業家）-  姉きぬの子。日清製粉社長。